# Клочковка
Клочковка (укр. Клочківка) — село, Берёзовская сельская община, Шосткинский район, Сумская область, Украина.
Код КОАТУУ — 5921581902. Население по переписи 2001 года составляло 92 человека .

## Географическое положение
Село Клочковка находится на расстоянии в 2 км от сёл Горелое и Поповщина. По селу протекает пересыхающий ручей с запрудой. Рядом проходит автомобильная дорога М-02 (E 101).